# Tamarac
Tamarac város az Amerikai Egyesült Államok Florida államában, Broward megyében. 

## Népesség
A település népességének változása: